# イリノイ工科大学

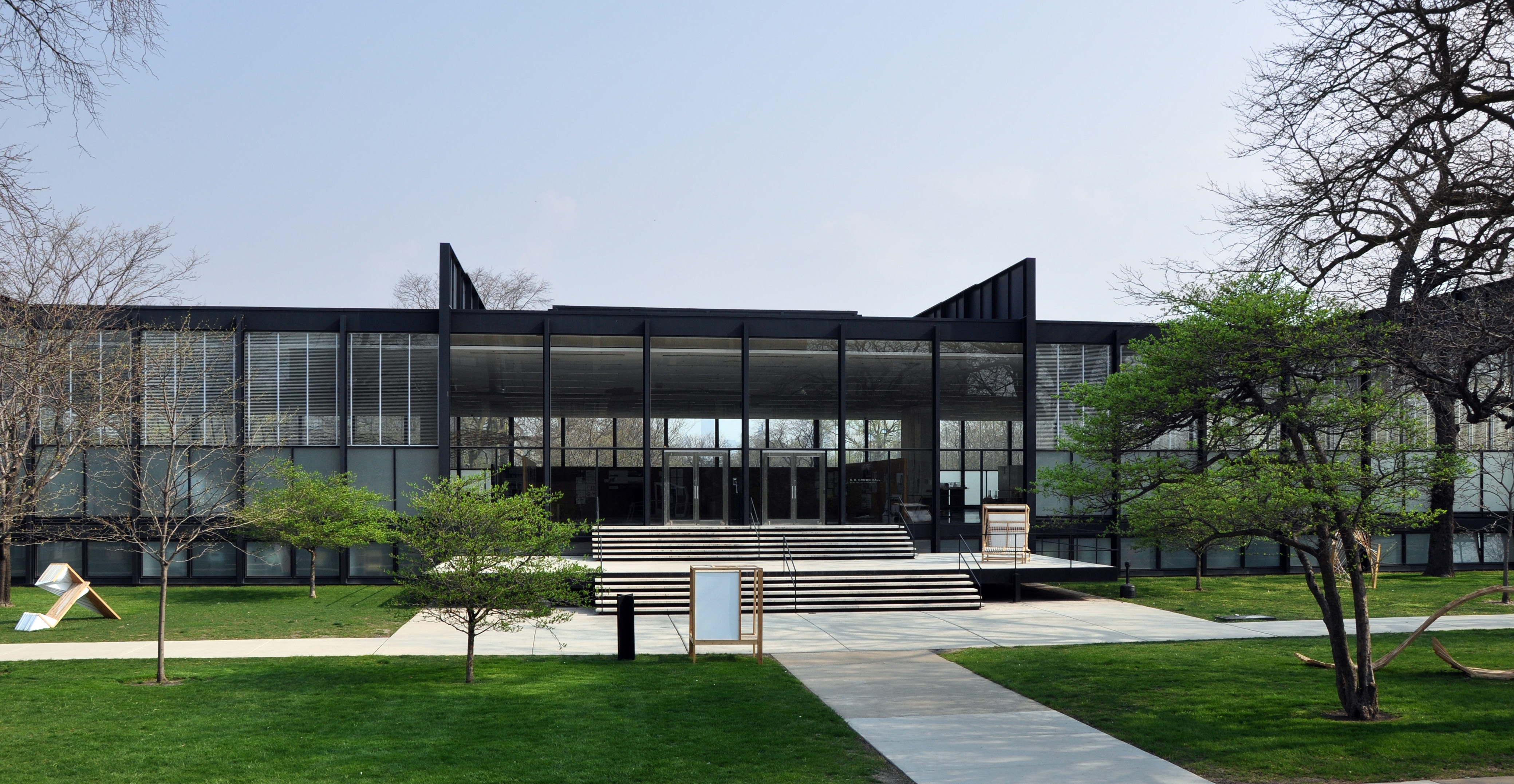
Crown Hall

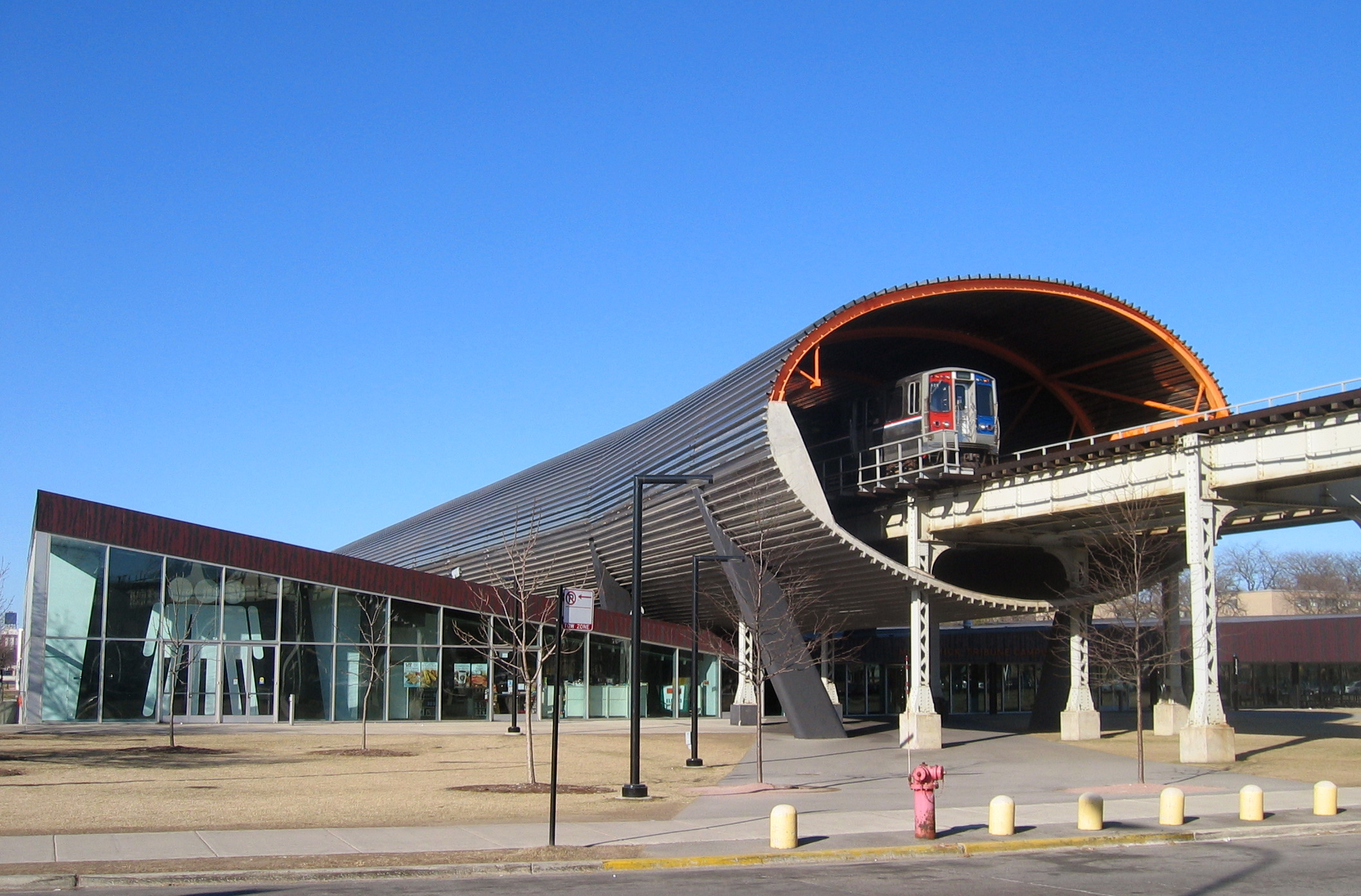
McCormick Tribune Campus Center(MTCC)

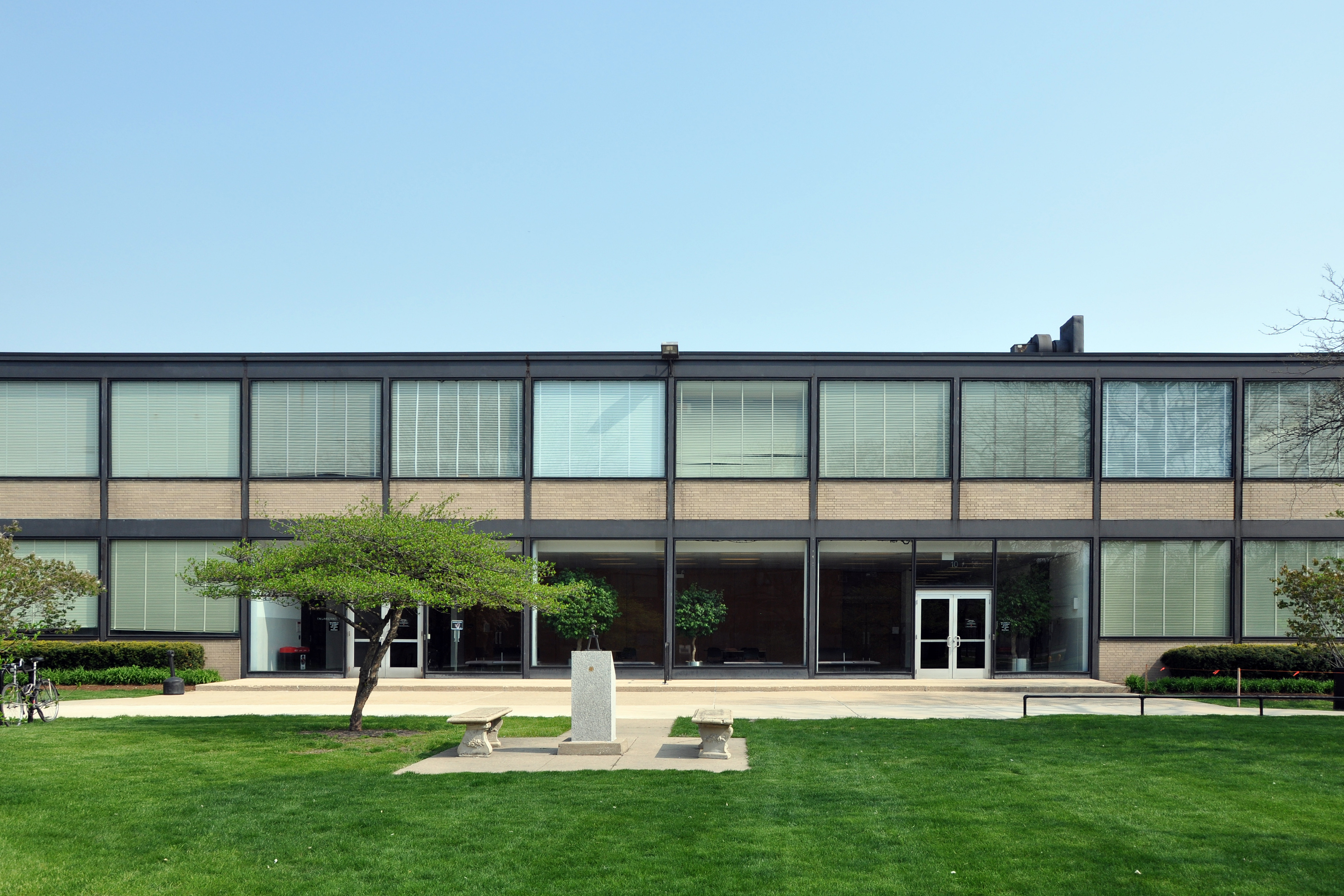
IITアーマー工学部(Armour College of Engineering)

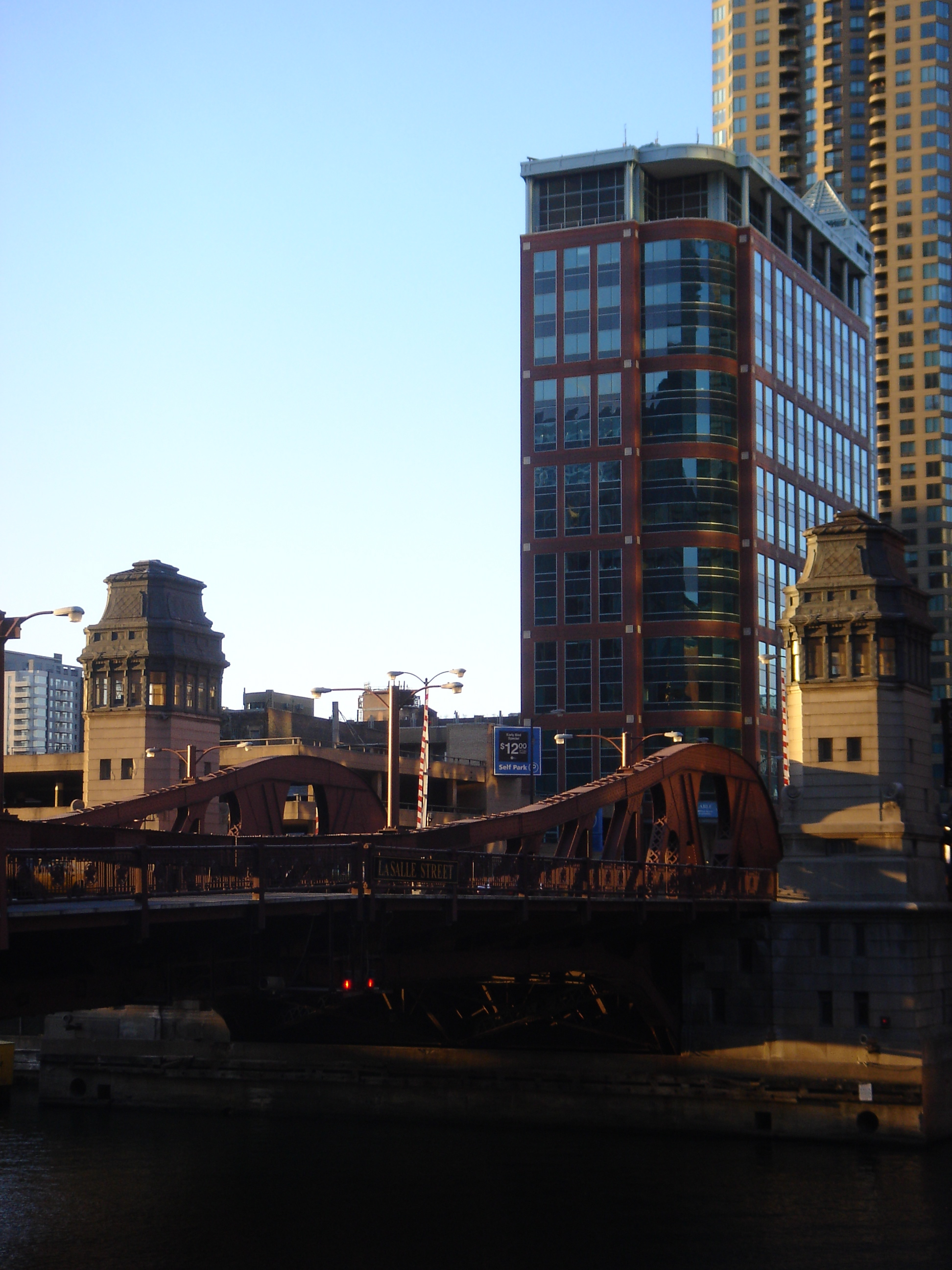
IITデザイン大学院(ID: IIT Institute of Design)

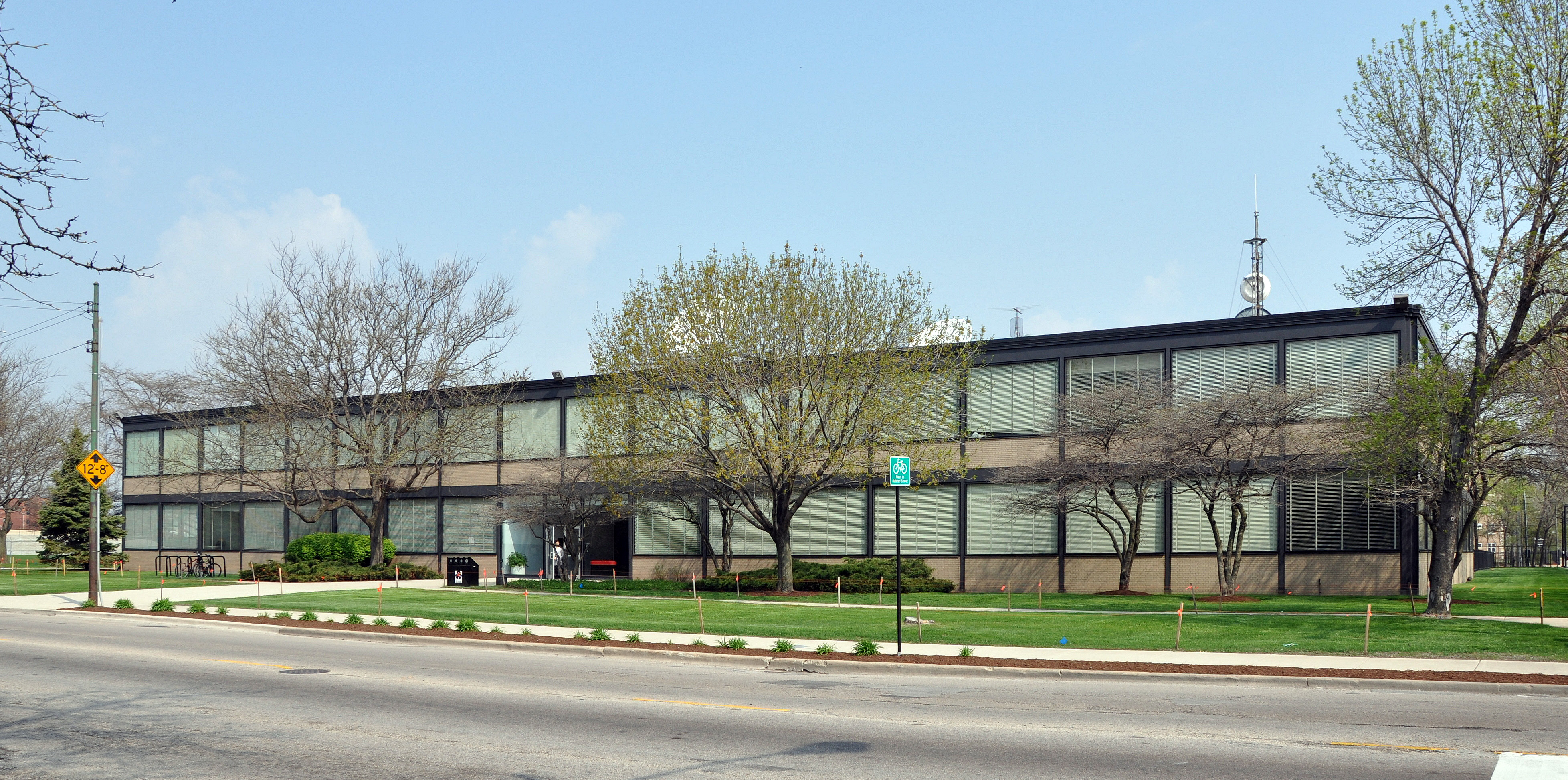
IITスチュアート・ビジネス・スクール(Stuart)

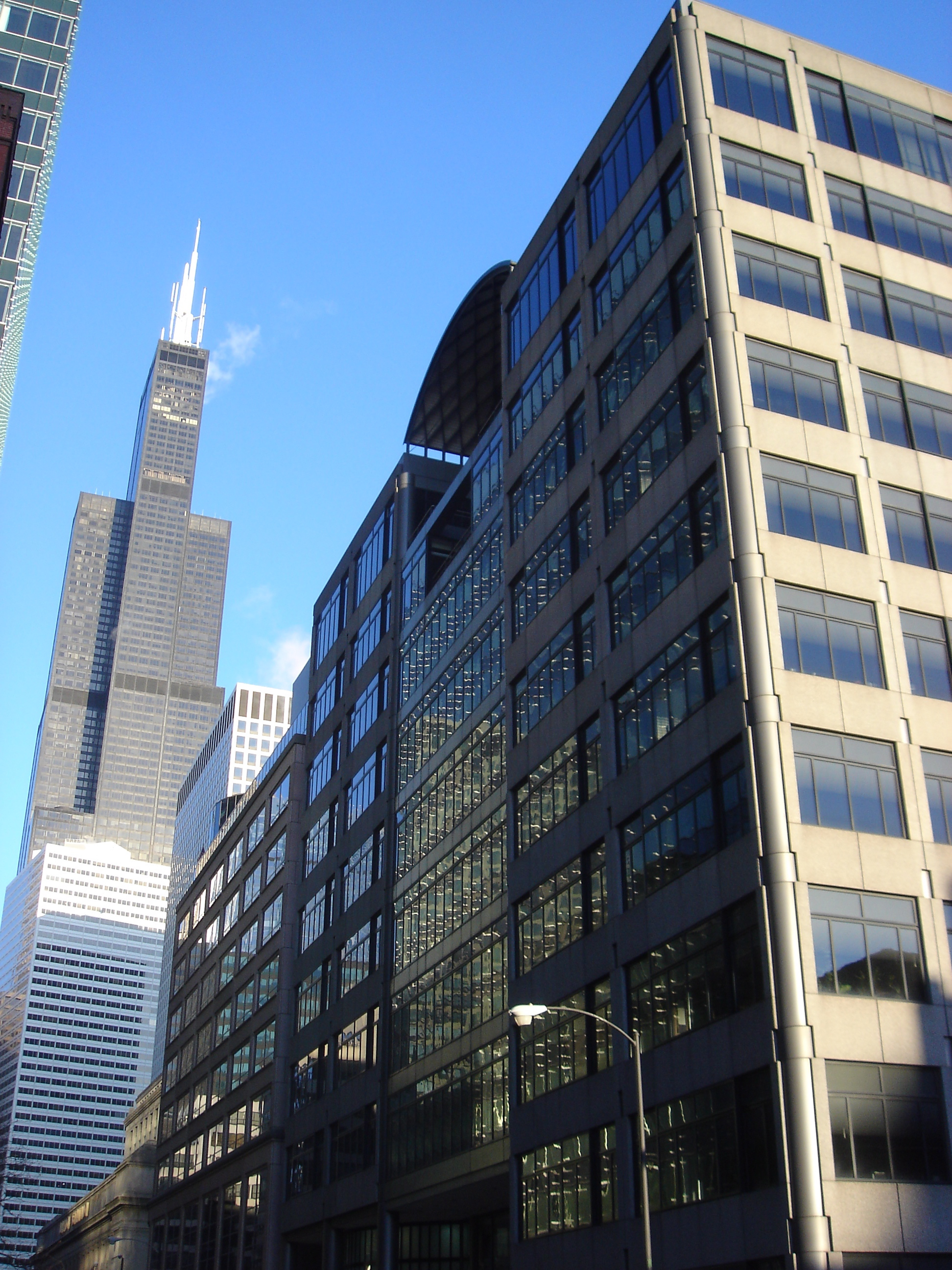
シカゴ・ケント・ロースクール(Chicago-Kent Law)

イリノイ工科大学（Illinois Institute of Technology、略称 IIT）は、アメリカ合衆国イリノイ州のシカゴにある私立の理工系研究大学。1890年設立。提供プログラムは、工学・建築学・情報科学や文理融合のデザイン、ビジネス・法学、サイエンスコミュニケーション（ジャーナリズム含む）などで構成されている。特に、アメリカで最初にデザイン分野の博士課程を設置したイリノイ工科大学デザイン大学院（IIT ID: Institute of Design）は、世界TOP25（ビジネスインサイダー2012）で国際的にも名高く、スタンフォード大学D.Schoolと共に「デザイン思考（Design Thinking）」をメソッド化したプログラムを提供するデザインスクールとして著名である。工学系の建築学、電気・電子工学および航空宇宙工学分野においては、全米TOP30前後（工科大学ではTOP10前後）で評価は高い。経営大学院のスチュアート・ビジネス・スクール（英語版）と法科大学院のシカゴ・ケント・ロースクール（Chicago-Kent Law）は、全米TOP100前後となっている。
大学のモットーは、Transforming Lives. Inventing the Future。学部生（2,801人）と比較して、大学院生（4,799人）、特に、博士課程の学生（1,528人）の割合が多い、大学院／研究大学である。
同エリアのシカゴ大学が科学に重点を置くのに対し、IITは実学重視の工学及び科学技術に重きを置く。特に、建築学、航空宇宙工学、電気・電子工学、医用生体工学、デザイン学などが強い。携帯電話の発明、バーコードの発明、オーディオ用カセットやビデオ用テープなどの磁気テープの発明、パラボラ・アンテナの発明で知られる。4名のノーベル賞受賞者が在籍していた。その内の1名（レオン・レーダーマン）はIITの教授であった。

## 概要
シカゴの産業発展をめざして、1890年に牧師たちによって実学重視の理系教育を目指して創立されたアーマー研究所 (Armour Institute)が母体である。設立当初は、工学、建築、化学、図書館科学の専門コースが提供された。その後、吸収・合併を経て、1940年に現在の名称になった。工学系の専攻が半数以上であるが、建築やコンピュータ科学、ビジネス（経営学）を専攻する学生も多い。工科大学であるが、1937年設立のデザイン大学院(ID: IIT Institute of Design)、1969年設立の経営大学院(MBA提供校)のスチュアート・ビジネス・スクール(Stuart)、1888年設立の法科大学院のシカゴ・ケント・ロースクール(Chicago-Kent Law)も提供している。5年間で学士号と修士号を取得できるプログラムや、デザイン修士＋経営学修士（Master of Design＋MBA）のデュアル・ディグリープログラムなども有する。

## キャンパスの位置
メインキャンパスはシカゴの西アダムス通り565である。シカゴの中心的な商業地区であるループ地区から南に鉄道（グリーンライン）で10分程で、大学キャンパス内の駅（35th–Bronzeville–IIT station）で下車できる。主な建物及び全体計画はミース・ファン・デル・ローエによって設計され、特にクラウンホールが著名。現在はレム・コールハースのマコーミック・トリビューン・キャンパス・センターなど新たな建築も注目されている。シカゴの建築ツアーの名所の一つでもある。
ビジネス系大学院、ロースクールはダウンタウンにキャンパスがあり、金融地区やその他企業からのアクセスは非常に良い。

## プログラム
- Undergraduatesの人数：2,576
- Postgraduatesの人数：4,833

### Undergraduate プログラム
Armour College of Engineering
- Biomedical Engineering
- Chemical & Biological Engineering
- Civil, Architectural & Environmental Engineering
- Electrical & Computer Engineering
- Mechanical, Materials & Aerospace Engineering

College of Architecture
- Architecture

College of Science and Letters
- Applied Mathematics
- Biological, Chemical & Physical Sciences
- Computer Science
- Lewis Department of Humanities
- Math and Science Education
- Social Sciences

Institute of Psychology
- Institute of Psychology

Center for Professional Development
- Industrial Technology and Management
- Information Technology and Management

Stuart School of Business
- Stuart School of Business

### Graduate プログラム
- Analytical Chemistry
- Applied Mathematics
- Architectural Engineering
- Architecture
- Biological Engineering
- Biology
- Biomedical Engineering
- Biomedical Imaging and Signals
- Business Administration (MBA)
- Chemical Engineering
- Chemistry
- Civil Engineering
- Collegiate Mathematics Education
- Computer & Electrical Engineering (dual degree)
- Computer Engineering
- Computer Science
- Computer Science & Chemical Engineering
- Computer Science for Teachers
- Construction Engineering and Management
- Design
- Design Methods
- Electrical Engineering
- Electrical and Computer Engineering
- Electricity Markets
- Energy/ Environment/ Economics (E3)
- Environmental Engineering
- Environmental Management and Sustainability
- Family Law
- Finance
- Food Process Engineering
- Food Safety and Technology
- Geoenvironmental Engineering
- Geotechnical Engineering
- Health Physics
- Industrial Technology and Operations
- Information Architecture
- Information Technology and Management
- Integrated Building Delivery
- Intellectual Property Management and Markets
- Landscape Architecture
- Law
- Management Science
- Manufacturing Engineering
- Marketing Communication
- Materials Science and Engineering
- Materials and Chemical Synthesis
- Mathematical Finance
- Mathematics Education
- Mechanical and Aerospace Engineering
- Molecular Biochemistry and Biophysics
- Network Engineering
- Personnel and Human Resources Development
- Physics
- Power Engineering
- Psychology
- Public Administration
- Public Works
- Rehabilitation Counseling
- Science Education
- Structural Engineering
- Technical Communication
- Technical Communication and Information Design
- Telecommunications and Software Engineering
- Transportation Engineering
- VLSI and Microelectronics

### ビジネススクール（Stuart School of Business）プログラム詳細
Stuart(スチュアート）と呼ばれる。特徴として工科大学系である強みを活かし、技術、金融工学系の授業が知られる。特に環境におけるカリキュラムについては高い評価を与えられている。（Sustainable MBAワールドランキング6位；Beyond Grey Pinstripes2003） 
- Stuart School of Business
- プログラム(英語）
- MBA
- 環境マネジメント
- ファイナンス
- 数理ファイナンス
- MPA(行政修士）
- マーケティング

## ランキング
- 学問上最も厳格な大学ランキング　全米24位（Newsweek大学ランキング2012）
- 卒業後の給料ランキング　全米24位（Payscale.com）
- 工科大学ランキング　全米8位（http://college.usatoday.com/2015/08/28/top-engineering-colleges/ USA Today]）
- コンピュータ工学　全米30位（College Fractal 2015）
- 電気電子工学　全米26位（College Fractal 2015）
- 航空宇宙工学　全米21位（College Fractal 2015）
- リハビリカウンセリング　全米9位（U.S. News & World Report 2014）
- 医用生体工学　全米58位（U.S. News & World Report 2014）
- ロースクールランキング　全米72位（U.S. News & World Report 2014）
- ロースクール（知的財産権）ランキング　全米7位（U.S. News & World Report 2015）
- 価値の高い大学ランキング　全米42位（U.S. News & World Report 2015）
- 工学部　全米59位（U.S. News & World Report 2014）
- 工学研究科　全米71位（U.S. News & World Report 2014）
- 最も美しい大学キャンパス　全米8位（Hercampus.com）

## 建築
ミース・フェン・デル・ローエによる建築
- クラウンホール(1956)
- エンジニアリサーチビルディング(1945)
- ハーティングプラント(1949)
- カーメモリアル教会(1952)
- コモンビルディング1953)
- シーゲルホール(1957)

最近の建築

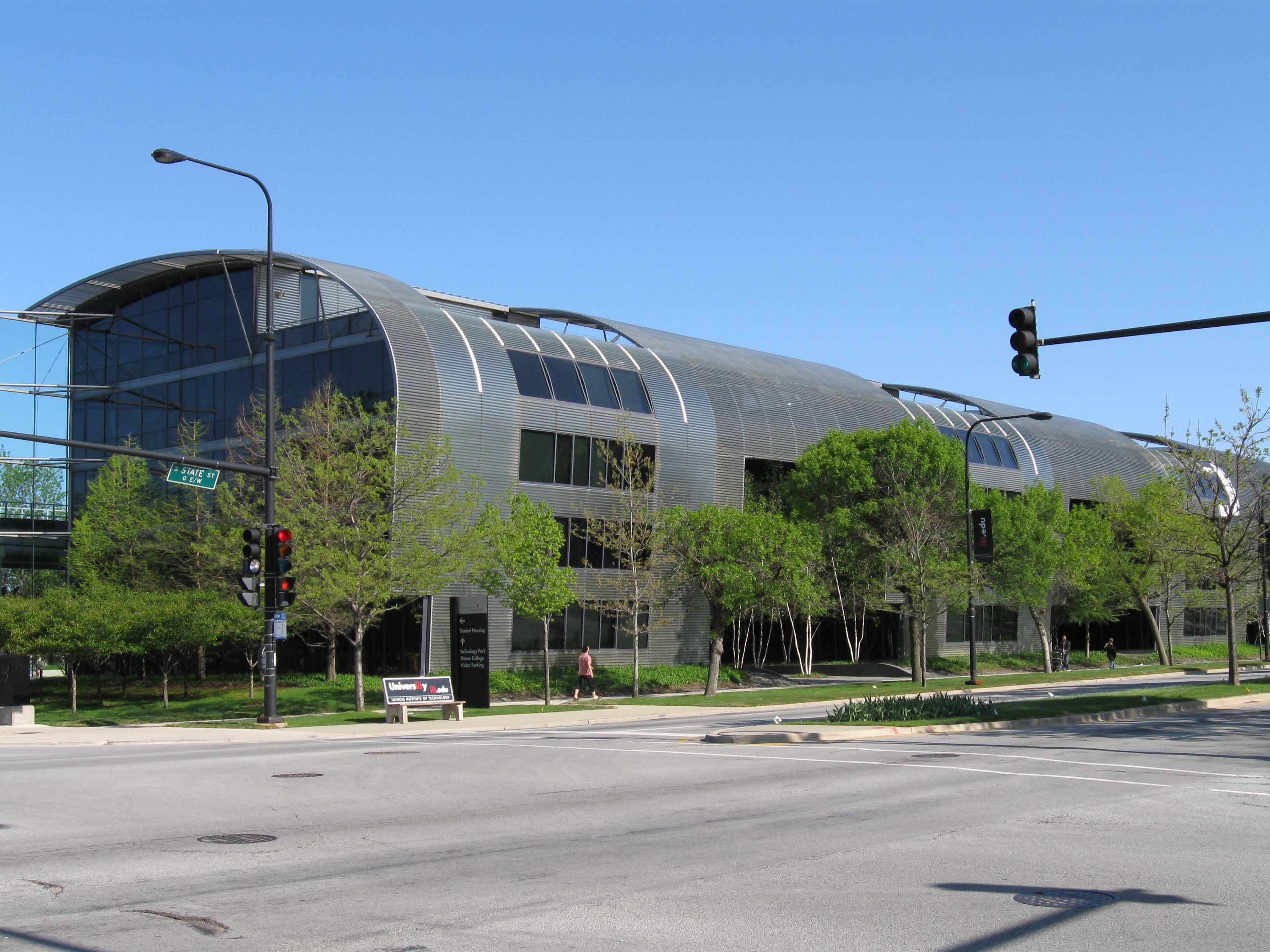
ステイトストリートヴィレッジ

- マコーミック・トリビューン・キャンパス・センター(2003)
- ステイトストリートヴィレッジ(2003)

## 著名な教員・卒業生

### ノーベル賞受賞者
- レオン・レーダーマン（ノーベル物理学賞受賞、1988年、ニュートリノビーム法およびミューニュートリノの発見によるレプトンの二重構造の実証の功績による。IIT教授。）
- ジャック・シュタインバーガー（ノーベル物理学賞受賞、1998年、ニュートリノビーム法、およびミューニュートリノの発見によるレプトンの二重構造の実証の功績による。）
- ハーバート・サイモン（ノーベル経済学賞受賞、1978年、意思決定の理論的・実証的研究の功績による。IIT政治学教授。)
- スーザン・ソロモン（ノーベル平和賞、2007年、IPCCの一員として。地球温暖化で知られる気象学の世界的権威。）

### 他の著名な出身者
- マーティン・クーパー（携帯電話の発明者）
- エド・カプラン（バーコードの発明者）
- マーヴィン・カムラス（磁気記録テープの発明者）
- ヴァルダス・アダムクス（元リトアニア大統領）
- スタイングリマー・ハーマンソン（元アイスランド首相）
- ロバート・プリツカー（ハイアットホテルチェーンのオーナーで知られるプリツカー家の一員）
- ヴァージル・アブロー（ルイ・ヴィトンのクリエイティブ・ディレクター）
- 繁本護（財務大臣政務官）
- トーマス・ボック（ドイツの建築学者・ロボット工学者、ミュンヘン工科大学建築学部教授。東京大学特任教授・大阪工業大学ロボティクス＆デザイン工学部客員教授。）

## 教授
- ミース・ファン・デル・ローエ - 建築学、近代建築（モダニズム建築）の三大巨匠の一人
- サミュエル・I・ハヤカワ - 言語学、サンフランシスコ州立大学元学長、カリフォルニア州選出上院議員（政治家）
- 佐藤啓一 - 卒業生、デザイン学、デザイン大学院名誉教授、大阪工業大学情報科学部客員教授
- ミシェル・ディイブ - 心理学
- ハーバート・サイモン - 心理学